# Napoléon Peyrat
Napoléon Peyrat (20. Januar 1809 in Bordes sur Arize – 4. April 1881 in Saint-Germain-en-Laye) war ein französischer reformierter Pfarrer, Autor und Historiker aus Les Bordes-sur-Arize.

## Leben
Napoléon Peyrat wurde am 20. Januar 1809 in Bordes sur Arize, einem kleinen Dorf im protestantischen Teil der Ariège geboren. Ab 1823 besuchte er eine Schule von Pastor Jacques Rosselloti in Châtillon-sur-Seine. 1826 begann er ein Studium der Theologie an der Universität von Montauban. 1844 wurde er Assistenz-Pastor und ab 1854 Haupt-Pfarrer in der Pariser Church of Saint Germain en Laye. Er verfasste eine fünfbändige Geschichte der Albigenser. Zur Recherche habe er, wie er im Vorwort zu seinem Werk schrieb, weniger die Bücher als die Höhlen und Wälder befragt.
Peyrat war ein glühender Patriot, dessen Veröffentlichungen ab etwa 1870 in Frankreich zu einer Mythologisierung der religiösen Geschichte des Midi beitrugen. Er war der erste Autor, der dem Montségur, als dem ‘heiligen Berg’ der Katharer, besondere Aufmerksamkeit zuteilwerden ließ. Er bezeichnete die Katharer als Albigenser und versah sie mit einem politisch instrumentalisierten Profil: Angeblich hätten die Albigenser die Funktion gehabt, den als Freiheitskampf verstandenen Widerstand des kulturell hochentwickelten Südens gegen die Barbarei der nordischen Kreuzritter hervorzuheben. Zur Untermauerung seiner Thesen kombinierte er den zeitgenössischen Antiklerikalismus mit lokalpatriotischen Tendenzen. Auf dieser Folie gründeten junge Dichter und Schriftsteller die Vereinigung Félibriges, um sich der Rückgewinnung der Okzitanischen Sprache als Kultursprache zu widmen.
Peyrat starb am 4. April 1881 in Saint-Germain-en-Laye.

## Pseudowissenschaftliche Geschichtsverfälschungen
Die von Peyrat in seiner 1870 erschienenen Histoire des Albigeois beschriebene schaurig-schöne Geschichte von einem furchtbaren Schicksal der letzten Katharer, die angeblich in den südfranzösischen Grotten von Lombrives (franz. Grotte de Lombrives) von den Schergen der Inquisition zur Strafe bei lebendigem Leibe mit großen Felsbrocken eingemauert wurden entbehrt jeder historischen Faktizität: In den Inquisitionsakten wird die Strafe nämlich mit immuratio angegeben. Dieses Wort hatte Peyrat gründlich missverstanden, denn das Wort murus bedeutet Kerker, und das davon abgeleitete immuratio bedeutet Kerkerstrafe. Peyrat erklärte die Katharer zu Vorläufern der Jakobiner der Französischen Revolution.

## Kritik
Die deutsche Historikerin Daniela Müller kommt zu dem Ergebnis, dass das Werk Peyrats „mehr der Phantasie denn der Realität verhaftet war“. Peyrat bettete in seine Veröffentlichungen zur Geschichte der Albigenser auf eigenwillige Weise realitätsfern allerlei Mythen und Sagen ein, z. B. von unterirdischen Gängen im Berg Montségur.

## Rezeption
Antoine Gadal, der Leiter des Fremdenverkehrsvereins des südfranzösischen Kurortes Ornolac-Ussat-les-Bains, wurde vom Werk Peyrats stark beeinflusst und Gadals Buch Die Wege des Heiligen Gral erschien im Verlag der niederländischen Neuen Religiösen Bewegung Lectorium Rosicrucianum in Haarlem. Die Gruppe des Lectorium Rosicrucianum griff Gadals Gedanken auf, und verknüpfte sie mit ihrer eigenen Entstehungslegende.

## Weblink
- Qui est Napoléon Peyrat? Website der Association des Amis de Napoléon Peyrat (www.napoleon-peyrat.com)

## Veröffentlichungen
- Histoire des Albigeois. 3 Bände. Paris 1870–72
- Histoire des pasteurs du désert: depuis la révocation de l'Édit de Nantes jusqu'à la révolution. 2 Bände. M. Aurel Paris, 1842
- Les réformateurs de la France et de l'Italie au douzième siècle. Meyrueis Paris 1860
- Béranger et Lamennais: correspondance, entretiens et souvenirs. Ch. Meyrueis Paris 1861
- La Grotte d'Azil, précédée d'une Notice sur Siméon Pécontal. Grassart Paris 1874

| Personendaten    | Personendaten                                            |
| ---------------- | -------------------------------------------------------- |
| NAME             | Peyrat, Napoléon                                         |
| KURZBESCHREIBUNG | französischer reformierter Pfarrer, Autor und Historiker |
| GEBURTSDATUM     | 20. Januar 1809                                          |
| GEBURTSORT       | Bordes sur Arize                                         |
| STERBEDATUM      | 4. April 1881                                            |
| STERBEORT        | Saint-Germain-en-Laye                                    |